# يحيى بن إدريس بن عمر
يحيى بن إدريس بن عمر هو حاكم وسلطان المغرب التاسع من الأدارسة. تولى الحكم بعد يحيى الثالث في 904 وتوفي في 917 عندما غزا الفاطميون المغرب.